# Miguel Tenorio (político peruano)
Miguel Tenorio fue un político peruano. 
Fue uno de los firmantes del Acta de Independencia del Perú y miembro del Congreso Constituyente de 1822 por el departamento del Cusco. Dicho congreso constituyente fue el que elaboró la primera constitución política del país.